# Mopedhjälm
Mopedhjälm är en hjälm avsedd för mopedåkning.

## Sverige
I Sverige är det lagkrav på att använda hjälm vid mopedtransport sedan den 1 september 1978. Hjälmen måste uppfylla vissa minimikrav och ska vara märkt ECE22:05, vilket är samma krav som för motorcykel och fyrhjuling. Barn under sju år som blir skjutsade löper risk att drabbas av nackskador vid bruk av tunga hjälmar och är därför undantagna från lagkravet enligt Trafikförordningen. Istället kan en lättare hjälm användas av barnen, såsom cykelhjälm, ridhjälm eller skidhjälm.